# Object of Beauty
Object of Beauty, auch bekannt als Verliebt, verwöhnt und abgebrannt, ist ein britisch-amerikanischer Spielfilm aus dem Jahr 1991. Regie bei der Krimikomödie führte Michael Lindsay-Hogg, der auch das Drehbuch verfasste.

## Handlung
Der Börsenmakler Jake und seine Freundin Tina führen ein luxuriöses Leben. Jake investiert in einem Land der Dritten Welt. Er wird aufgrund der politischen Instabilität in diesem Land zahlungsunfähig.
Jake will eine Statue aus Bronze von Henry Moore verkaufen, Tina ist dagegen. Als die Statue plötzlich verschwindet, verdächtigt Jake seine Freundin des Diebstahls. Sie verdächtigt wiederum ihn.
Es stellt sich heraus, dass die Putzfrau Jenny die Skulptur stahl. Die Statue wird zurückgegeben.

## Kritiken
- Roger Ebert schrieb am 26. April 1991, dass das Drehbuch „intelligent geschrieben“ sei. Der Film behandle die Fähigkeit der gezeigten Charaktere, zu lieben und zu vertrauen.[1]
- Desson Howe schrieb am 19. April 1991 in der Washington Post, er würde sich mehr „Kollisionen“ zwischen dem britischen und dem amerikanischen Humor wünschen.[2]
- epd Film 8/1991:  … Andie MacDowell und John Malkovich, die zu ihren Rollen eine zart ironische Distanz halten, geben ein so zickiges, verführerisches Paar, dass sie die Längen in Drehbuch und Inszenierung überspielen. Sie vor allem machen Object of Beauty zu einem Vergnügen, das zwar keinen Augenblick länger dauert, als der Film läuft, für einhundert Minuten aber harmlos unterhält.

## Dies und Das
Der in London und auf Sardinien gedrehte Film brachte in den US-Kinos 5,2 Millionen US-Dollar ein.